# Solpugema tubicen
Solpugema tubicen är en spindeldjursart som först beskrevs av Kraepelin 1912.  Solpugema tubicen ingår i släktet Solpugema och familjen Solpugidae. Inga underarter finns listade i Catalogue of Life.